# Reykhólahreppur
Reykhólahreppur és un municipi d'Islàndia, a la regió de Vestfirðir. Té una extensió de 1.096 km² i una població de 246 habitants a primer de gener de 2025.
Les principals poblacions del municipi són Reykhólar.